# Lara Rodrigues
Lara Jobim Matos Rodrigues (Juiz de Fora, 22 de dezembro de 1990) é uma produtora cinematográfica e ex-atriz brasileira. Ficou nacionalmente conhecida em 2001 ao interpretar Narizinho na série Sítio do Pica-pau Amarelo. Em 2011 encerrou a carreira de atriz para abrir a produtora cinematográfica Malícia.

## Carreira
Lara começou a carreira em 1992, com apenas dois anos, realizando comerciais, mas foi em 2001 que estreou como atriz na segunda versão do Sítio do Pica-Pau Amarelo, da TV Globo, onde interpretou Narizinho por três temporadas. Em 2004 esteve na décima primeira temporada de Malhação, interpretando a irmã do protagonista daquele ano. Em 2005 viveu sua primeira antagonista no seriado infantil Clara e o Chuveiro do Tempo. Em 2006 estrelou seu primeiro filme, Se Eu Fosse Você, e retornou para a sexta temporada de Sítio do Pica-Pau Amarelo. Em 2007 viveu a jovem rebelde e problemática Teca em Eterna Magia. Entre 2009 e 2010 esteve no elenco das duas temporadas de Geral.com interpretando Michelle, a garçonete do bar frequentado pelos cinco irmãos protagonistas, que são apaixonados por ela. Em 2011 interpretou outra personagem de nome Michelle, desta vez na minissérie Divã. No mesmo ano integrou o elenco de O Astro como a fogosa Lurdinha, empregada do personagem de Henri Castelli, a quem vive tentando seduzir. Em 2014 foi lançado seu primeiro filme como protagonista, Insônia, gravado em 2007 e engavetado por sete anos até ser liberado. Na produção, que foi uma adaptação do livro de mesmo nome de 1996, Lara interpretou a melancólica Cláudia, uma órfã de mãe que tenta arrumar uma nova namorada para seu pai deprimido.
Após O Astro, em 2011, Lara decidiu afastar-se da carreira de atriz para concluir a faculdade de cinema. Em 2014 abriu a produtora cinematográfica Malícia, na qual dedica-se desde então produzindo comerciais, curtas-metragens e campanhas publicitárias.

## Vida pessoal
Em 2009 ingressou na faculdade de cinema pela Pontifícia Universidade Católica do Rio de Janeiro (PUC-Rio), onde se formou em 2014 após trancá-la durante dois anos.  Paralelamente, em 2010 realizou um curso de artes dramáticas, ministrado pelo diretor Léo Niklevis. Lara é amiga pessoal de Isabelle Drummond, que atuou com ela em seu primeiro trabalho, sendo que as duas chegaram a dividir um apartamento em 2009.

## Filmografia
| Ano       | Título                      | Personagem                     | Notas                     |
| --------- | --------------------------- | ------------------------------ | ------------------------- |
| 2001–2003 | Sítio do Pica-Pau Amarelo   | Narizinho                      | Temporadas 1–3            |
| 2004      | Malhação                    | Camila Soares da Costa         | Temporada 11              |
| 2005      | Clara e o Chuveiro do Tempo | Bárbara                        | Especial de fim de ano    |
| 2006      | Sítio do Pica-Pau Amarelo   | Samira Elias                   | Temporada 6               |
| 2007      | Eterna Magia                | Tereza Ferreira O'Neill (Teca) |                           |
| 2009–2010 | Geral.com                   | Michelle Jardim                |                           |
| 2010      | Separação?!                 | Júlia                          | Episódio: "Freud Explica" |
| 2011      | Divã                        | Michelle Guimarães             |                           |
| 2011      | O Astro                     | Lurdes Gusmão (Lurdinha)       |                           |

| Ano  | Título           | Personagem    |
| ---- | ---------------- | ------------- |
| 2006 | Se Eu Fosse Você | Beatriz (Bia) |
| 2014 | Insônia          | Cláudia       |